# اولیو تل
اولیو تل (انگلیسی: Olive Tell; ۲۷ سپتامبر ۱۸۹۴ – ۶ ژوئن ۱۹۵۱) بازیگر تئاتر و بازیگر سینما صامت اهل ایالات متحده آمریکا بود.
از فیلم‌ها یا برنامه‌های تلویزیونی که وی در آن نقش داشته‌است می‌توان به امپراتریس سرخ‌پوش، شانگهای، و دام اشاره کرد.